# 胡安包蒂斯塔阿爾韋迪縣

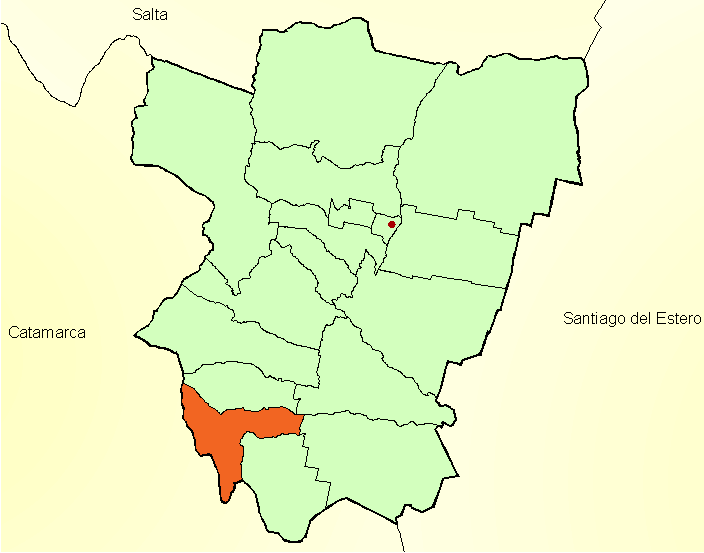

胡安包蒂斯塔阿爾韋迪縣（西班牙語：Departamento Juan Bautista Alberdi），是阿根廷的縣份，位於該國北部圖庫曼省，首府設於胡安包蒂斯塔阿爾韋迪，面積730平方公里，2010年人口30,237，人口密度每平方公里41.42人。
27°35′08″S 65°37′03″W / 27.58556°S 65.61750°W